# Andy Wilkinson
Andrew ("Andy") Gordon Wilkinson (Yarnfield, 6 augustus 1984) is een voormalig Engels voetballer die meestal als linksback speelde. Hij stroomde in 2001 door vanuit de jeugd van Stoke City.

## Clubcarrière
Wilkinson werd in 1998 opgenomen in de jeugdopleiding van Stoke City, dat hem scoutte bij Stone Dominoes FC. In 2001 tekende hij zijn eerste profcontract. Wilkinson debuteerde op 16 oktober 2001 voor Stoke in de Football League Trophy, tegen Blackpool. De club verhuurde hem vervolgens aan achtereenvolgens Telford United, Partick Thistle, Shrewsbury Town en Blackpool. Hij maakte in dienst van Partick Thistle zijn eerste profdoelpunt, tegen Clyde.
Wilkinson speelde op 26 september 2010 zijn honderdste wedstrijd voor Stoke City, tegen Newcastle United. Op 9 april 2011 speelde hij ook zijn honderdste competitiewedstrijd voor Stoke, tegen Tottenham Hotspur. Wilkinson verloor op 14 mei 2011 met Stoke City de finale van de FA Cup, van Manchester City. Op 9 maart 2013 speelde hij zijn 150e competitiewedstrijd voor Stoke Ciy, tegen Newcastle United.